# Cläre Prem

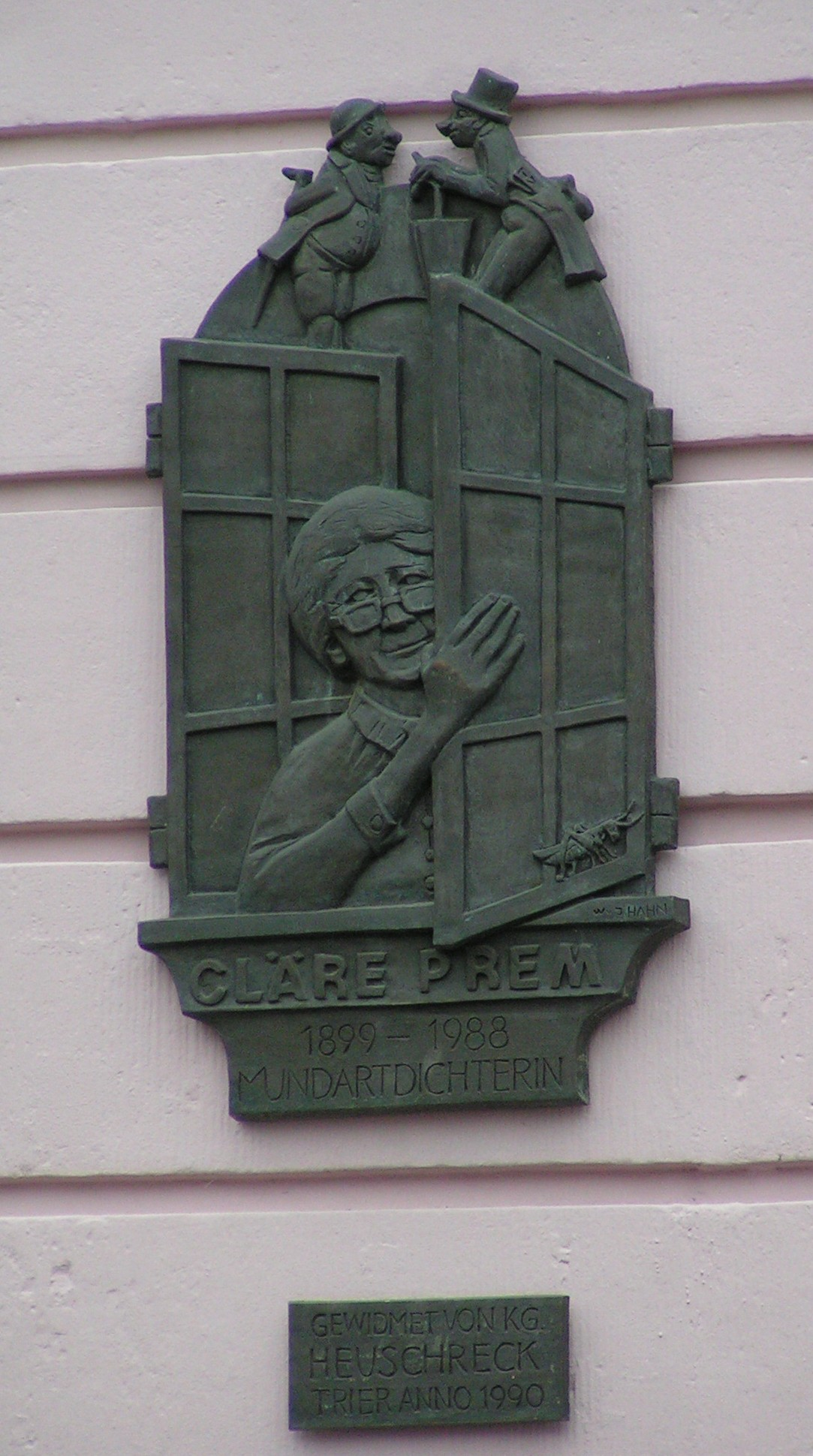
Gedenktafel für Cläre Prem am Palais Walderdorff auf dem Hauptmarkt in Trier

Cläre Prem, Pseudonym Hanna Mann, (* 30. August 1899 in Duisburg-Ruhrort; † 25. März 1988 in Trier) war eine deutsche Dichterin.

## Leben
Sie erlangte vor allem Berühmtheit durch ihre Mundartdichtung. Unter anderem erfand sie das literarische Gespann Koorscht o Kneisjen, die über Jahrzehnte hinweg von den Schauspielern Werner Becker und Hans Kuhn auf der Bühne der Trierer Karnevalsgesellschaft Heuschreck verkörpert wurden. Für ihre Verdienste um die Pflege und Erhaltung der Trierer Art und Sprache erhielt sie 1960 das Ehrensiegel der Stadt Trier. Die Karnevalsgesellschaft war es auch, die im Jahr 1990 am Palais Walderdorff das im Bild oben gezeigte Kupferrelief anbringen ließ.
Sie verstarb 1988 im Alter von 88 Jahren.
In Trier ist die Cläre-Prem-Straße nach ihr benannt.

## Werke (Auswahl)
- Dei Papp is e Schrotti
- Äease ous Duhsen
- De Flemm
- Gärscht on Hämmelspänzjer
- 1956 Dä goldene Mörbel. Wust, Düsseldorf.
- 1974 Gärscht on Hämmelspänzjer. Akad. Buchhandl., Trier.
- 1976 Mir sein och noch dao. Spee-Verlag, Trier.